# Достицький сільський округ (Шардаринський район)
Дости́цький сільський округ (каз. Достық ауылдық округі, рос. Достыкский сельский округ) — адміністративна одиниця у складі Шардаринського району Туркестанської області Казахстану. Адміністративний центр та єдиний населений пункт — село Достик.
Населення — 3430 осіб (2021; 3238 у 2009, 2738 у 1999, 2552 у 1989).
Станом на 1989 рік існувала Достицька сільська рада (села 60 літ Казахстана, Акалтин, Достик). Пізніше села Акалтин та Єгізкум (колишнє село 60 літ Казахстана) утворили окремий Акшенгельдинський сільський округ.

## Склад
До складу округу входять такі населені пункти:
| Населений пункт | Колишні назви | Населення, осіб (1989) | Населення, осіб (1999) | Населення, осіб (2009) | Населення, осіб (2021) |
| --------------- | ------------- | ---------------------- | ---------------------- | ---------------------- | ---------------------- |
| Достик, село    | -             | 2552                   | 2738                   | 3238                   | 3409                   |
| --Болімше-1     | -             | -                      | -                      | -                      | 9                      |
| --Болімше-2     | -             | -                      | -                      | -                      | 12                     |